# 三鄉站 (埼玉縣)

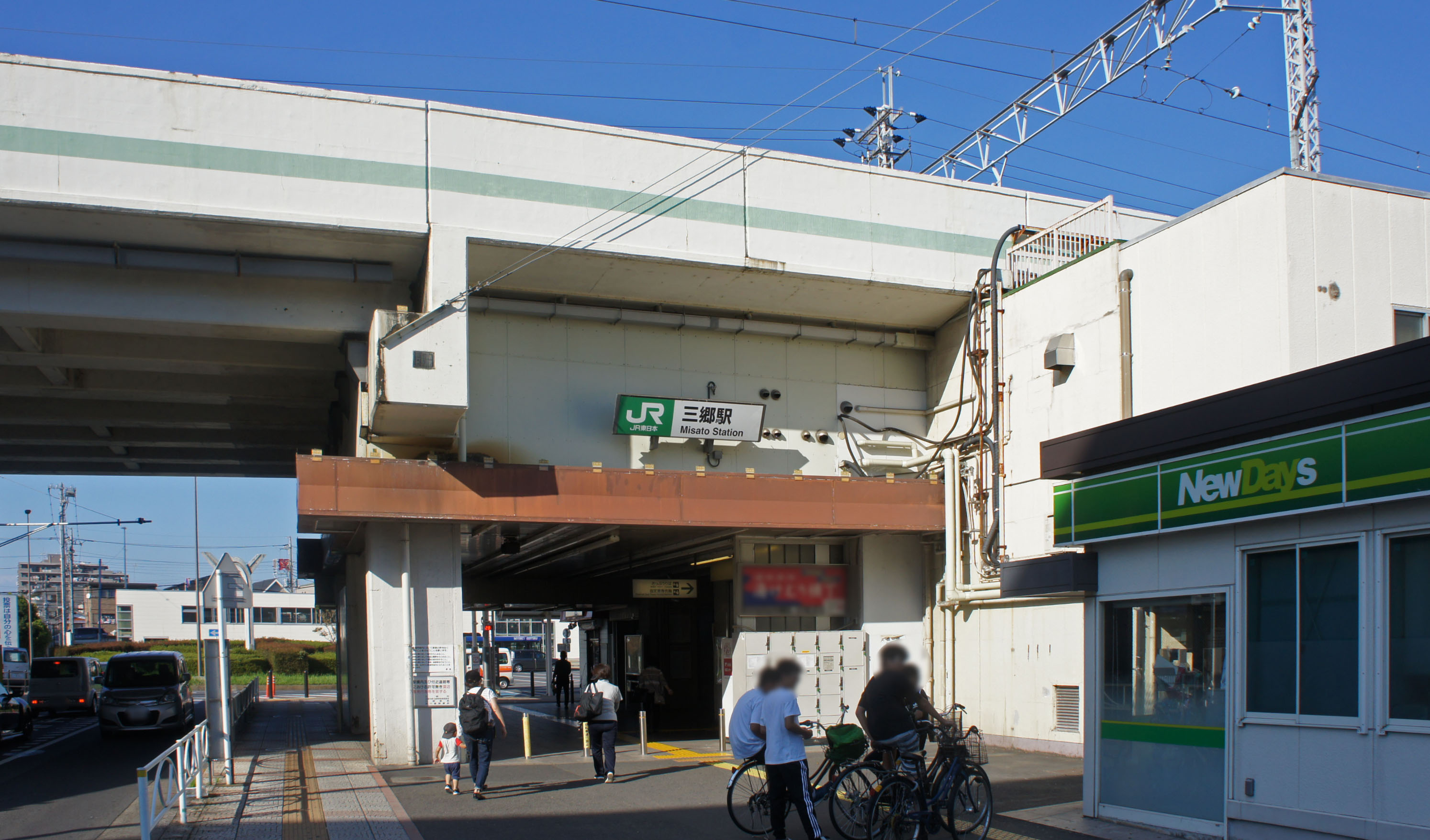
南口（2019年9月）

三鄉站（日语：／ Misato eki */?），是一個位於埼玉縣三鄉市三鄉一丁目，屬於東日本旅客鐵道（JR東日本）武藏野線的鐵路車站。此站是埼玉縣最東端的鐵路車站。車站編號是JM 17。

## 車站結構
對向式月台2面2線的高架車站。車站本體的建設是由日產建設（現時臨海日產建設）負責施工。閘內大堂與各月台以2部扶手電梯與1部升降機聯絡。
車站顏色是較深的湖水藍色。

### 月台配置
| 月台 | 路線     | 方向 | 目的地                         |
| ---- | -------- | ---- | ------------------------------ |
| 1    | 武藏野線 | 上行 | 南浦和、西國分寺、府中本町方向 |
| 2    | 武藏野線 | 下行 | 新松戶、西船橋、東京方向       |

（來源：JR東日本:車站構內圖（页面存档备份，存于））

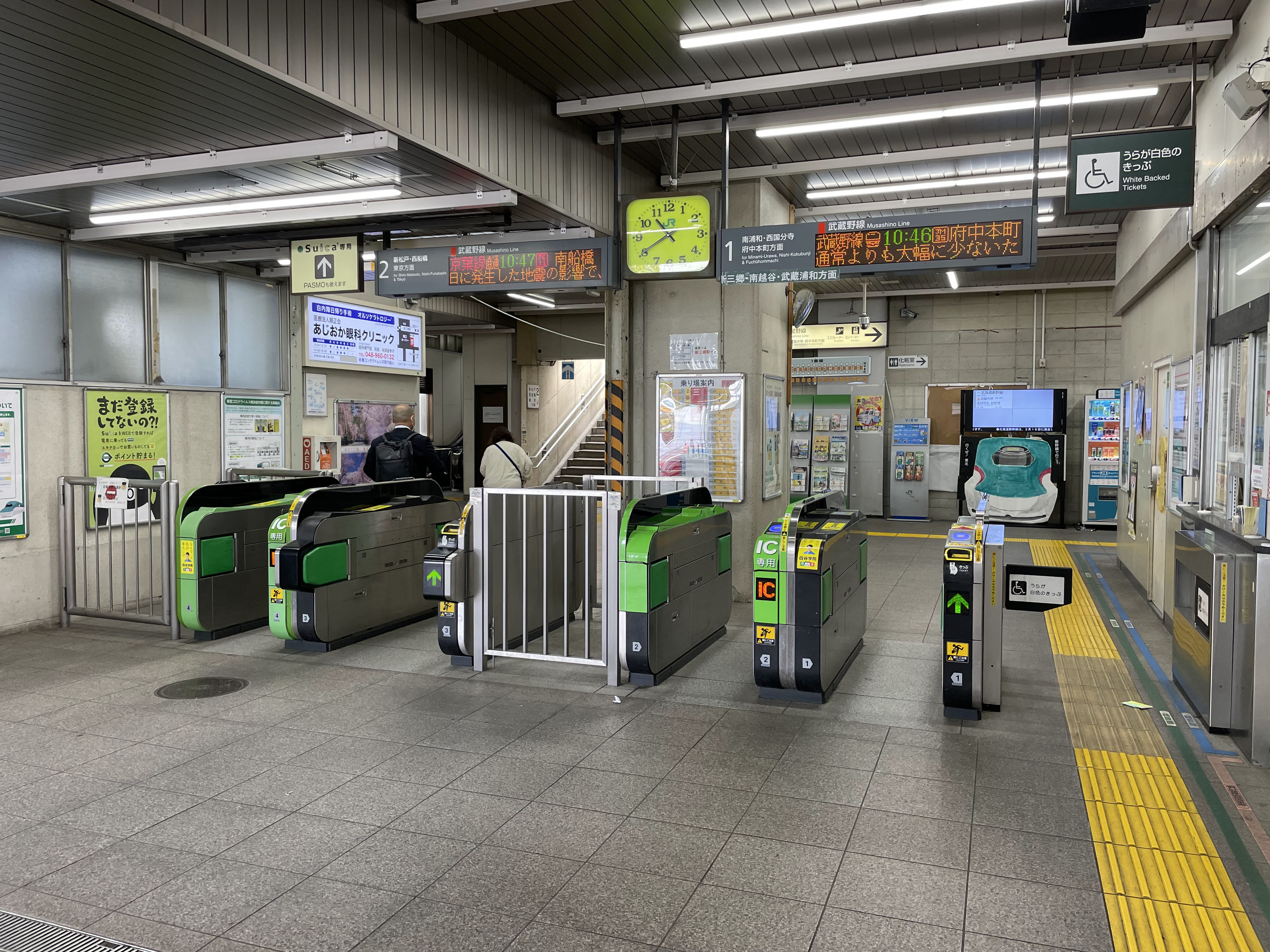
閘口（2022年4月）
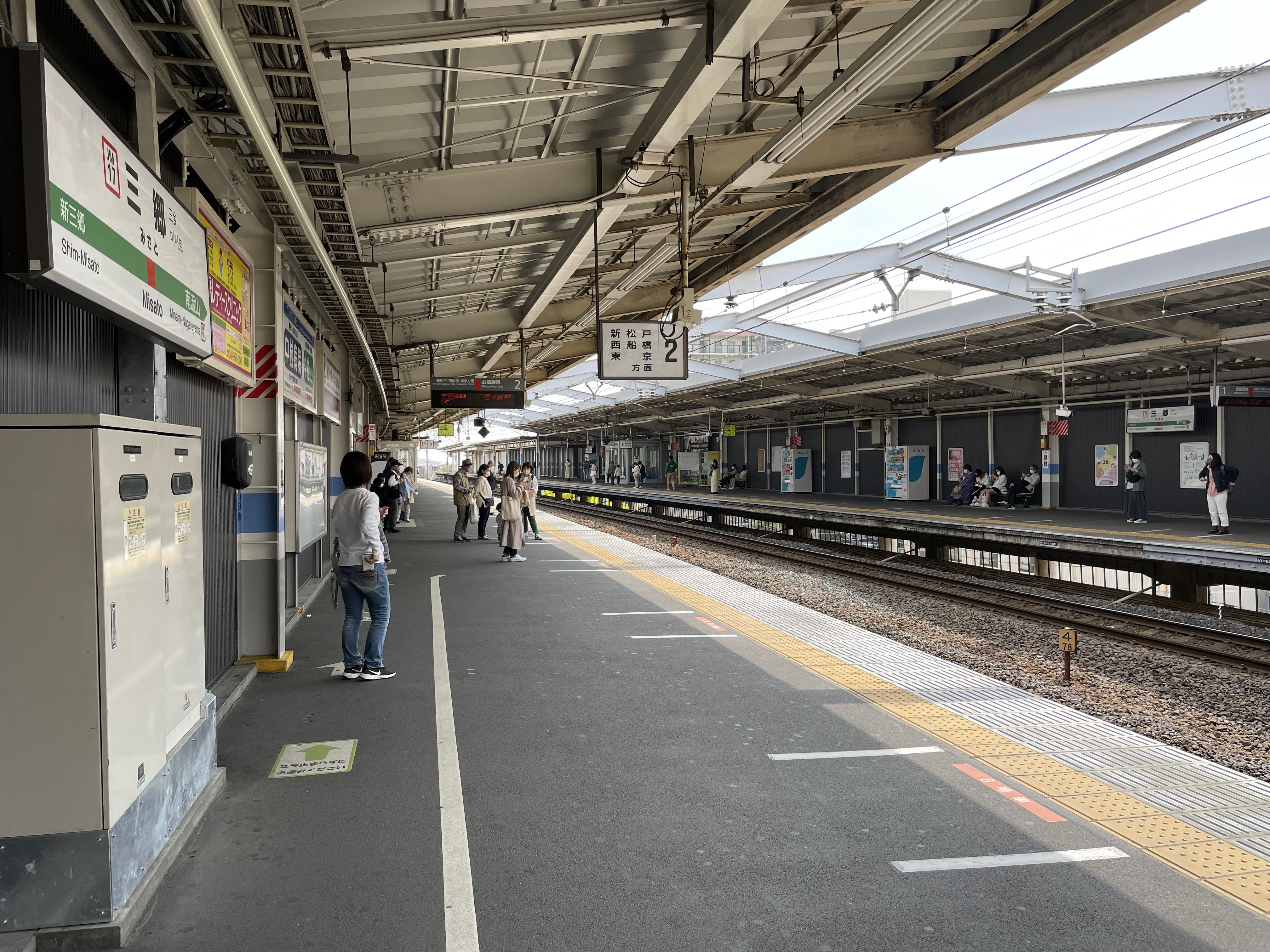
月台（2022年4月）

## 使用情況
2019年（令和元年）度的1日平均上車人次為14,450人。武藏野線內26個車站當中排行第23位。
近年的推移如下表。
| 年度               | 1日平均上車人次 | 1日平均上車人次 | 1日平均上車人次 | 來源              |
| 年度               | 定期外          | 定期            | 合計            | 來源              |
| ------------------ | --------------- | --------------- | --------------- | ----------------- |
| 1990年（平成02年） |                 |                 | 15,992          |                   |
| 1991年（平成03年） |                 |                 | 16,776          |                   |
| 1992年（平成04年） |                 |                 | 17,371          |                   |
| 1993年（平成05年） |                 |                 | 17,677          |                   |
| 1994年（平成06年） |                 |                 | 17,795          |                   |
| 1995年（平成07年） |                 |                 | 17,721          |                   |
| 1996年（平成08年） |                 |                 | 17,868          |                   |
| 1997年（平成09年） |                 |                 | 17,383          |                   |
| 1998年（平成10年） |                 |                 | 17,301          |                   |
| 1999年（平成11年） |                 |                 | 16,769          | [ 埼玉県統計 1 ]  |
| 2000年（平成12年） |                 |                 | 16,444          | [ 埼玉県統計 2 ]  |
| 2001年（平成13年） |                 |                 | 16,297          | [ 埼玉県統計 3 ]  |
| 2002年（平成14年） |                 |                 | 16,087          | [ 埼玉県統計 4 ]  |
| 2003年（平成15年） |                 |                 | 16,136          | [ 埼玉県統計 5 ]  |
| 2004年（平成16年） |                 |                 | 16,234          | [ 埼玉県統計 6 ]  |
| 2005年（平成17年） |                 |                 | 15,786          | [ 埼玉県統計 7 ]  |
| 2006年（平成18年） |                 |                 | 15,109          | [ 埼玉県統計 8 ]  |
| 2007年（平成19年） |                 |                 | 15,109          | [ 埼玉県統計 9 ]  |
| 2008年（平成20年） |                 |                 | 14,964          | [ 埼玉県統計 10 ] |
| 2009年（平成21年） |                 |                 | 14,770          | [ 埼玉県統計 11 ] |
| 2010年（平成22年） |                 |                 | 14,455          | [ 埼玉県統計 12 ] |
| 2011年（平成23年） |                 |                 | 14,287          | [ 埼玉県統計 13 ] |
| 2012年（平成24年） | 4,752           | 9,872           | 14,625          | [ 埼玉県統計 14 ] |
| 2013年（平成25年） | 4,719           | 9,913           | 14,633          | [ 埼玉県統計 15 ] |
| 2014年（平成26年） | 4,701           | 9,623           | 14,325          | [ 埼玉県統計 16 ] |
| 2015年（平成27年） | 4,774           | 9,646           | 14,421          | [ 埼玉県統計 17 ] |
| 2016年（平成28年） | 4,754           | 9,562           | 14,317          | [ 埼玉県統計 18 ] |
| 2017年（平成29年） | 4,828           | 9,634           | 14,463          | [ 埼玉県統計 19 ] |
| 2018年（平成30年） | 4,943           | 9,678           | 14,621          | [ 埼玉県統計 20 ] |
| 2019年（令和元年） | 4,765           | 9,685           | 14,450          |                   |

## 相鄰車站
東日本旅客鐵道（JR東日本）
 武藏野線
南流山（JM 16）－三鄉（JM 17）－新三鄉（JM 18）

### 使用情況
JR1日平均使用人數
JR東日本2000年度以後上車人次
1. ↑  各駅の乗車人員（2000年度） （页面存档备份，存于） - JR東日本
2. ↑  各駅の乗車人員（2001年度） （页面存档备份，存于） - JR東日本
3. ↑  各駅の乗車人員（2002年度） （页面存档备份，存于） - JR東日本
4. ↑  各駅の乗車人員（2003年度） （页面存档备份，存于） - JR東日本
5. ↑  各駅の乗車人員（2004年度） （页面存档备份，存于） - JR東日本
6. ↑  各駅の乗車人員（2005年度） （页面存档备份，存于） - JR東日本
7. ↑  各駅の乗車人員（2006年度） （页面存档备份，存于） - JR東日本
8. ↑  各駅の乗車人員（2007年度） （页面存档备份，存于） - JR東日本
9. ↑  各駅の乗車人員（2008年度） （页面存档备份，存于） - JR東日本
10. ↑  各駅の乗車人員（2009年度） （页面存档备份，存于） - JR東日本
11. ↑  各駅の乗車人員（2010年度） （页面存档备份，存于） - JR東日本
12. ↑  各駅の乗車人員（2011年度） （页面存档备份，存于） - JR東日本
13. 1 2 3  各駅の乗車人員（2012年度） （页面存档备份，存于） - JR東日本
14. 1 2 3  各駅の乗車人員（2013年度） （页面存档备份，存于） - JR東日本
15. 1 2 3  各駅の乗車人員（2014年度） （页面存档备份，存于） - JR東日本
16. 1 2 3  各駅の乗車人員（2015年度） （页面存档备份，存于） - JR東日本
17. 1 2 3  各駅の乗車人員（2016年度） （页面存档备份，存于） - JR東日本
18. 1 2 3  各駅の乗車人員（2017年度） （页面存档备份，存于） - JR東日本
19. 1 2 3  各駅の乗車人員（2018年度） （页面存档备份，存于） - JR東日本
20. 1 2 3  各駅の乗車人員（2019年度） （页面存档备份，存于） - JR東日本

JR統計資料
1. ↑  埼玉県統計年鑑 （页面存档备份，存于） - 埼玉県
2. ↑  みさと統計書 （页面存档备份，存于） - 三郷市

埼玉縣統計年鑑
1. ↑  .   [2020-07-27]. （原始内容存档于2020-02-02）.
2. ↑  .   [2020-07-27]. （原始内容存档于2020-02-02）.
3. ↑  .   [2020-07-27]. （原始内容存档于2020-02-02）.
4. ↑  .   [2020-07-27]. （原始内容存档于2020-02-02）.
5. ↑  .   [2020-07-27]. （原始内容存档于2020-02-02）.
6. ↑  .   [2020-07-27]. （原始内容存档于2020-02-02）.
7. ↑  .   [2020-07-27]. （原始内容存档于2020-02-02）.
8. ↑  .   [2020-07-27]. （原始内容存档于2020-02-02）.
9. ↑  .   [2020-07-27]. （原始内容存档于2020-02-02）.
10. ↑  .   [2020-07-27]. （原始内容存档于2020-02-02）.
11. ↑  .   [2020-07-27]. （原始内容存档于2020-02-02）.
12. ↑  .   [2020-07-27]. （原始内容存档于2020-02-02）.
13. ↑  .   [2020-07-27]. （原始内容存档于2020-02-02）.
14. ↑  .   [2020-07-27]. （原始内容存档于2020-02-02）.
15. ↑  .   [2020-07-27]. （原始内容存档于2020-02-02）.
16. ↑  .   [2020-07-27]. （原始内容存档于2020-02-02）.
17. ↑  .   [2020-07-27]. （原始内容存档于2020-02-02）.
18. ↑  .   [2020-07-27]. （原始内容存档于2020-02-02）.
19. ↑  .   [2020-07-27]. （原始内容存档于2020-02-02）.
20. ↑  .   [2020-07-27]. （原始内容存档于2020-03-18）.

## 延伸閱讀
- 三好好三; 垣本泰宏. . JTBパブリッシング. 2010-02-01.

## 外部連結
- 車站資訊（三鄉）：東日本旅客鐵道